# Hans Albert (Schauspieler)
Hans Albert, eigentlich Johann Lorenz Specht (6. September 1851 in München – 1912) war ein deutscher Theaterschauspieler und -intendant.

## Leben
Albert, Sohn eines Chirurgen, sollte nach dem Schulbesuch den Beruf des Säcklers erlernen. Doch während seiner Walz entschloss er sich Schauspieler zu werden. Sein erstes Engagement hatte er als „Papillon“ in „Die Blinde von Paris“ in Reichenhall im Juli 1860.
Nachdem es ihn auf seinen Wanderungen bis Holland verschlagen hatte, kehrte er an den Rhein zurück und versuchte sich erfolglos als Theaterdirektor. Endlich, nach weiteren Wanderungen, kehrte er nach München zurück und fand Engagement am Gärtnerplatztheater. Dort debütierte er am 26. Oktober 1870. Nachdem er sich mehrere Jahre in München erfolgreich in vielen Rollenfächern und auch in oberbayrischen Dialektstücken bewiesen hatte, ging er 1881 ans Ringtheater nach Wien. Nach dem Brand desselben kehrte er ans Gärtnerplatztheater zurück. Er tourte mit diesem quer durch Europa und auch die USA mit oberbayrischen Bauernstücken.
1887 führte in diese Tournee nach Hannover, wo er gefragt wurde, ob er dort spielen möge. Der Künstler willigte ein, allerdings blieb er noch bis 1889 beim Ensemble des Gärtnerplatztheaters und trennte sich von diesen, als sie gerade in Wien gastierten und ging dann nach Hannover. Es war ein Wagnis, sich nach zehn Jahren im oberbayrischen Dialekt in Norddeutschland in der Klassik zu versuchen. Ihm gelang jedoch dieser Übergang, auch wenn es nicht leicht war. In Hannover verblieb er bis 1901 und zog sich dann ins Privatleben zurück. Er starb 1912.